# 앙리 피에롱
루이 샤를 앙리 피에롱(Louis Charles Henri Piéron, 1881년 7월 18일 – 1964년 11월 6일)은 프랑스인 심리학자였다. 그는 프랑스 과학 심리학의 설립자 중 한 명이었다. 그는 에두아르 툴루즈와 함께 툴루즈-피에롱 소거 검사 (TP)를 개발했다.

## 생애
앙리 피에롱은 1923년부터 1951년까지 콜레주 드 프랑스에서 감각 생리학 교수를 역임했다. 그는 1928년 알베르트 아인슈타인과 한스 드리슈와 같은 많은 저명한 학자들과 함께 첫 번째 다보스 대학교 과정 (다보스를 기반으로 하는 국제 대학 설립 프로젝트)에 참여했다. 같은 해 그는 Institut national d'orientation professionnelle (INOP)를 설립했으며, 이는 1942년 Institut national d'étude du travail et d'orientation professionnelle (Inetop)로 바뀌었고, 현재 국립고등공예원의 지원을 받고 있다. 그는 최초의 "직업" 연구소를 설립한 후 진로 상담사 훈련을 담당하고 상담 심리학 분야를 연구했다. 그는 1946년에 프랑스 동물학회 회장이 되었다.